# Naban
Le Naban ou lutte birmane au corps à corps est un art de combat du IIIe siècle ; il s’est transformé aujourd’hui en lutte sportive au corps à corps. Certaines ethnies du Myanmar en ont fait leur sport populaire, c’est le cas des Arakanais (ou Rakhines). Cette pratique martiale appartient depuis le Xe siècle à un ensemble appelé thaing. 
La lutte birmane (naban) permet, quant à elle, une approche complète du travail au sol et du corps à corps, avec l'apprentissage des techniques de projection, de contrôle (immobilisations) et de soumission (clés, strangulations, points de pression, écrasements, pincements, écartèlements, etc.). C'est une activité très physique, qui constitue la continuation logique du combat à mi-distance.